# Saint-Christophe-du-Foc
Saint-Christophe-du-Foc település Franciaországban, Manche megyében. Lakosainak száma 412 fő (2022. január 1.). Saint-Christophe-du-Foc Virandeville, Bricquebosq, Couville, Sotteville és Teurthéville-Hague községekkel határos.

## Népesség
A település népessége az elmúlt években az alábbi módon változott:
| Lakosok száma | 178  | 169  | 273  | 322  | 422  | 435  | 428  | 423  | 420  | 412  |
|               | 1968 | 1982 | 1990 | 2006 | 2013 | 2015 | 2017 | 2019 | 2020 | 2022 |